# Liste der Kulturdenkmale in Bietigheim

In der Liste der Kulturdenkmale in Bietigheim sind Bau- und Kunstdenkmale der Gemeinde Bietigheim verzeichnet, die im „Verzeichnis der unbeweglichen Bau- und Kunstdenkmale und der zu prüfenden Objekte“ des Landesamts für Denkmalpflege Baden-Württemberg verzeichnet sind. Dieses Verzeichnis ist nicht öffentlich und kann nur bei „berechtigtem Interesse“ eingesehen werden. Die folgende Liste ist daher nicht vollständig.

## Allgemein
- Bild: Zeigt ein ausgewähltes Bild aus Commons, „Weitere Bilder“ verweist auf die Bilder im Medienarchiv Wikimedia Commons.
- Bezeichnung: Nennt den Namen, die Bezeichnung oder die Art des Kulturdenkmals.
- Lage: Straßenname und Hausnummer oder Flurstücknummer des Kulturdenkmals, gegebenenfalls auch den Ortsteil. Die Grundsortierung der Liste erfolgt nach dieser Adresse. Der Link (Karte) führt zu verschiedenen Kartendiensten mit der Position des Kulturdenkmals. Fehlt dieser Link, wurden die Koordinaten noch nicht eingetragen. Sind diese bekannt, können sie über ein Tool mit einer Kartenansicht einfach nachgetragen werden. In dieser Kartenansicht sind Kulturdenkmale ohne Koordinaten mit einem roten bzw. orangen Marker dargestellt und können durch Verschieben auf die richtige Position in der Karte mit Koordinaten versehen werden. Kulturdenkmale ohne Bild sind an einem blauen bzw. roten Marker erkennbar.
- Datierung: Baubeginn, Fertigstellung, Datum der Erstnennung oder grobe zeitliche Einordnung entsprechend des Eintrags in der zuständigen Denkmaldatenbank (Landesamt für Denkmalpflege Baden-Württemberg).
- Beschreibung: Kurzcharakteristik des Kulturdenkmals.

## Kulturdenkmale der Gemeinde Bietigheim
| Bild           | Bezeichnung                                   | Lage                         | Datierung    | Beschreibung | ID |
| -------------- | --------------------------------------------- | ---------------------------- | ------------ | --- | -- |
| Weitere Bilder | Alte Pfarrkirche Hl. Kreuz und Alter Friedhof | Alte Rathausstraße 8 (Karte) | um 1150–1792 | Alte Pfarrkirche Hl. Kreuz, heute Friedhofskapelle, romanischer Westturm (Mitte 12. Jahrhundert), Langhaus mit eingezogenem Chor 1748/50 von Johann Peter Ernst Rohrer erbaut, weitere Reparaturen durch Fr. J. Krohner 1778, Turmhelm 1792 (§ 28) - Alter Friedhof, Bruchsteinmauer, Grabsteine von 1820 und 1841, Gedenkstätte für die Gefallenen der beiden Weltkriege, Wegkreuz von 1773, romanisches Taufbecken heute Brunnenbecken vor der Leichenhalle (§ 2) |    |
| Weitere Bilder | Kath. Pfarrkirche Hl. Kreuz                   | Kirchstraße 33 (Karte)       | 1862–1863    | Katholische Pfarrkirche Hl. Kreuz, neoromanische Sandsteinbasilika mit eingezogenem Chor und Frontturm, erbaut 1862/63 nach Entwürfen von Heinrich Hübsch |    |
| Weitere Bilder | Rathaus                                       | Malscher Straße 22 (Karte)   | 1912         | Rathaus, zweieinhalbgeschossiger Massivbau mit Sandsteinsockelgeschoss und Zwerchhaus über dem Ratssaal, später Jugendstilbau, von H. Gittermann aus Baden-Baden |    |